# Innerste
Die Innerste ist ein 97 km langer rechter Nebenfluss der Leine in Niedersachsen, Deutschland.

## Namensherkunft
Der Name Innerste (frühere Formen lauten auch Inste (1805) oder Inster(-Fluß) (1780 und 1742), Inderste (1567), Indistria (1313), Entrista (1065) und Indrista (1013)), könnte auf die indogermanische Wurzel oid = schwellend, kräftig zurückgehen.  Er ist also kein Superlativ und wird ohne Kasus-Endung dekliniert: Hildesheim liegt an der Innerste, nicht: an der Innersten.

## Verlauf
Die Innerste entspringt auf 605 m ü. NN im Oberharz südöstlich von Clausthal-Zellerfeld nahe der Bundesstraße 242. Sie fließt bereits wenige Meter hinter ihrer Quelle in den Entensumpf, einen im 16. Jahrhundert von den Clausthaler Bergleuten im Nordosten von Buntenbock angelegten Stauteich, der ursprünglich der Trinkwasserversorgung Clausthals diente und der die erste von insgesamt sieben Staustufen der Innerste bildet. Anschließend fließt die Innerste durch den Oberen Nassenwieser Teich, den Bärenbrucher Teich sowie den Ziegenberger Teich. Durch den Sumpfteich erreicht sie Buntenbock – die erste Ortschaft, durch die sie fließt.
Südlich von Buntenbock passiert die Innerste den Prinzenteich an der Bundesstraße 241 und wendet sich nun nach Westen, anschließend nach Norden. Bei der ehemaligen Bleihütte Clausthal fließt von rechts der Zellbach zu, der ein ähnlich großes Einzugsgebiet besitzt und vor allem auch das Stadtgebiet von Clausthal-Zellerfeld entwässert. Das Tal der Innerste wird jetzt auffallend eng. Wildemann und Lautenthal sind die nächsten Orte, durch deren Mitte die Innerste fließt. Hier nimmt die Innerste mit dem Spiegeltalgraben in Wildemann und der Laute in Lautenthal weitere Nebenflüsse auf. Neben ihr ist auf einem Damm noch die Trasse der stillgelegten Innerstetalbahn zu sehen. Der Bau dieser Eisenbahnlinie wurde seinerzeit durch die Enge des Innerstetals sowie die zahlreichen Windungen des Flusses erheblich erschwert. Nördlich von Lautenthal, wo sich das Tal etwas weitet, fließt die Innerste durch die Mitte der 1960er Jahre erbauten Innerstetalsperre und erreicht kurz darauf Langelsheim.
Zwischen Langelsheim, wo sie den Harz verlässt und wo die Grane einmündet, und Baddeckenstedt fließt ein Teil des Innerstewassers in einem Karstgebiet unterirdisch in 30 bis 100 m Tiefe und mit bis zu 3 km Entfernung vom eigentlichen Fluss (Langelsheim-Baddeckenstedter Gerinne). Danach verläuft die Innerste durch das südwestliche Stadtgebiet Salzgitters, nämlich durch den Schlosspark von Salzgitter-Ringelheim. Hinter Salzgitter erreicht sie Holle, wo von der linken Seite her die Nette zufließt. Dann passiert ihr Wasser das Gebiet der Stadt Bad Salzdetfurth, wo die Lamme im Ortsteil Groß Düngen einmündet. Am südlichen Stadtrand von Hildesheim mündet unweit der Marienburg die Beuster in die Innerste.
Bevor sie Hildesheim fast passiert hat, speist in der Nähe des Dammtors ein Teil des Innerstewassers über den Eselsgraben das 2009 in Betrieb gegangene Wasserkraftwerk Johanniswehr. Anschließend erreicht sie die Stadt Sarstedt, wo der Bruchgraben einmündet, und mündet schließlich im Stadtteil Ruthe von der rechten Seite her in die Leine.

## Wasserwirtschaft und Geologie
An der Quelle ist die Innerste zunächst ein gering belasteter Fluss (Gewässergüteklasse (GWK) I-II), im weiteren Verlauf erreicht sie jedoch eine kritische Belastung (GWK II-III).
Kurz vor der Mündung in die Leine ermittelt eine gewässerkundliche Messstelle des Niedersächsischen Landesbetriebs für Wasserwirtschaft, Küsten- und Naturschutz (NLWKN) aktuelle Umweltdaten.
Aus den Halden des Erzbergbaus im Harz und aus den Rauchgasen bei der Verhüttung stammen Schwermetalle, die sich in den Sedimenten der Innerste ablagern; die Konzentration von Cadmium, Blei und Zink ist dort stark erhöht. Zum Schutz der Flussauen vor den Schwermetallen wurde daher die Innerste unterhalb von Langelsheim eingedeicht. Die Einleitung nicht oder unzureichend geklärter Abwässer sorgt bereits oberhalb von Hildesheim für übermäßige Schaumbildung und stark riechbare Verschmutzung, was durch die geringeren Anforderungen für kleinere Klärwerke verursacht wird.
Vom Oberlauf bis Holle finden sich entlang der Innerste-Ufer seltene Schwermetallrasen.

## Innerstetalsperre
Die Innerstetalsperre bei Lautenthal im Oberharz wurde 1963–1966 gebaut und gleicht mit ihrem Stauraum von 19 Mio. m³ Hoch- und Niedrigwasser aus. Der Erddamm ist 40 m hoch und 750 m lang. 2003 wurde das Wasser vollständig abgelassen, um bis 2005 Bauarbeiten am Hauptdamm und den Einrichtungen durchzuführen. Betreiber sind die Harzwasserwerke. Der Stausee (139 ha) kann üblicherweise mit Segel- und Ruderbooten und zum Angeln und am Rande zum Campen genutzt werden.

## Nebenflüsse
Wichtige Nebenflüsse der Innerste sind flussabwärts betrachtet unter anderem die Grane, die von Osten kommend bei Langelsheim einmündet, die Neile, die zwischen Salzgitter-Ringelheim und Sehlde von Süden her mündet, die Nette, die westlich von Holle aus Richtung Süden heran fließt, und die Lamme, die dem Fluss bei Bad Salzdetfurth-Groß Düngen von Süden kommend zufließt.

## Schutzgebiete
Als Naturschutzgebiet wurde 2008 das NSG-BR 131 „Mittleres Innerstetal mit Kanstein“ ausgewiesen. Dieses liegt im Naturraum Innerste-Bergland und erstreckt sich auf das Innerstetal von Langelsheim am Nordharzrand bis Groß Düngen. Es hat eine Fläche von etwa 563 ha. Das NSG umfasst den Flusslauf der Innerste und seine Aue sowie natürliche Steilhänge und Hochebenenflächen des Kanstein bei Langelsheim. Die Innerste weist hier überwiegend den dynamischen und verzweigten Lauf eines typischen Harzvorlandgewässers auf. Auwald-Fragmente, Uferstaudenfluren und zum Teil gut ausgebildete Flussschotter-Magerrasen sowie sekundäre Teiche und Gräben prägen die Aue; auf dem Kanstein wachsen Kalk-Magerrasen und Blaugrasrasen. Das NSG-BR 131 umfasst das FFH-Gebiet 121 „Innersteaue (mit Kanstein)“ und entspricht dem europäischen Vogelschutzgebiet V52 „Innerstetal von Langelsheim bis Groß Düngen“.
Ebenfalls aus dem Jahr 2008 stammt das NSG-HA 134 „Mastberg und Innersteaue“. Es liegt in Stadt und Landkreis Hildesheim und umfasst 37 ha. Es liegt am Übergang der naturräumlichen Regionen des Innerste-Berglandes zur Hildesheimer Lössbörde. Im NSG liegen Feuchtwiesen, zahlreiche Elemente einer natürlichen Flussaue und die Reste eines Altarmes. Naturnahe Auwälder befinden sich am Fuße des Mastberges und östlich der Innerste. Der Mastberg ist überwiegend mit einem Eichen-Hainbuchenwald bestanden, am Westrand befindet sich ein bemerkenswerter Bestand von
Schneitelhainbuchen. Im Norden des Mastbergs sind bronze- und eisenzeitliche Grabhügel als obertägig sichtbare Kulturdenkmale erhalten geblieben.
Nördlich schließt sich das NSG-HA 53 „Haseder Busch“ aus dem Jahr 1974 an. Es umfasst den Wald Haseder Busch und einen Teil des südlich angrenzenden Grünlandgebietes einschließlich des angrenzenden und eingeschlossenen Abschnittes der Innerste. Die NSG „Haseder Busch“ und „Mastberg und Innersteaue“ sind Bestandteil des FFH-Gebietes 115 „Haseder Busch, Giesener Berge, Gallberg, Finkenberg“.

### Biber
An mehreren Stellen entlang der Innerste hat der lange Zeit ausgerottete Europäische Biber (Castor fiber) wieder Reviere eingenommen.

## Hochwasser 2007
Am 29. September 2007 brachen nach heftigen Regenfällen im Harz und Harzvorland bei Hockeln in der Nähe von Bad Salzdetfurth die Deiche der Innerste an mehreren Stellen, in Giesen und Ahrbergen wurden Straßenzüge und ein Industrie-Gebiet überschwemmt, im Landkreis Hildesheim wurde Katastrophenalarm ausgelöst. Gemessen wurde ein Pegelstand der Innerste von 6,75 m, der höchste Pegelstand seit Beginn der Aufzeichnungen 1952. Baddeckenstedt im Landkreis Wolfenbüttel wurde ebenfalls überflutet, der Bahnverkehr auf der Bahnstrecke Hildesheim–Goslar musste eingestellt werden. Auch in anderen Ortschaften entlang der Innerste kam es zu Schäden an Gebäuden, es gab jedoch keine Toten oder Verletzte.

## Tourismus
Entlang der Innerste verläuft von Clausthal-Zellerfeld bis Sarstedt der Innerste-Radweg.
Auch der Welfenweg, ein regionaler Rad- und Wanderweg zwischen Pattensen und Schulenburg verläuft zum Teil entlang der Innerste.
Kajak- und Kanufahren sind auf der Innerste möglich, in Hildesheim ist ein Flussabschnitt als Wildwasseranlage ausgebaut.

## Bilder

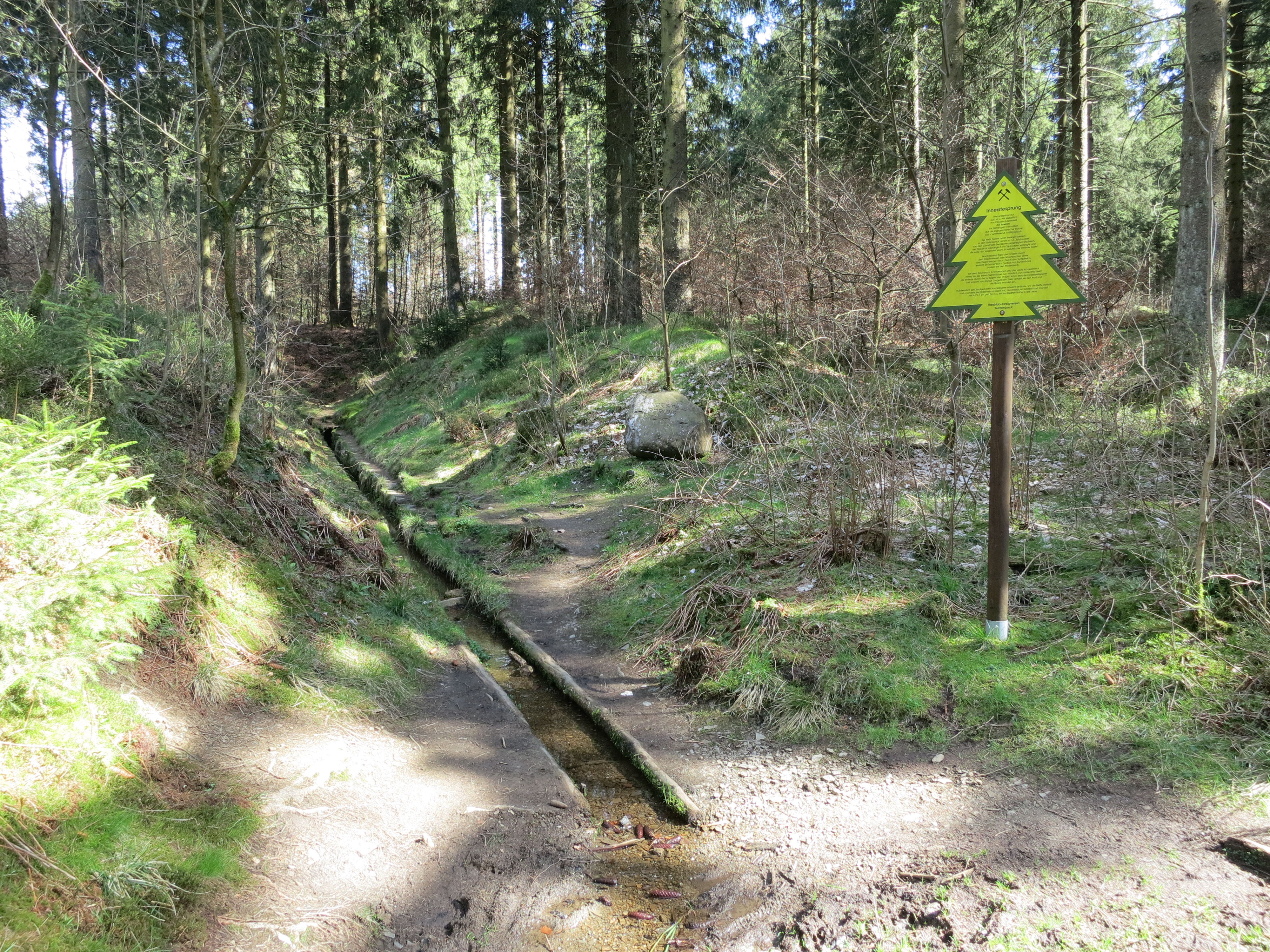
Innerstequelle
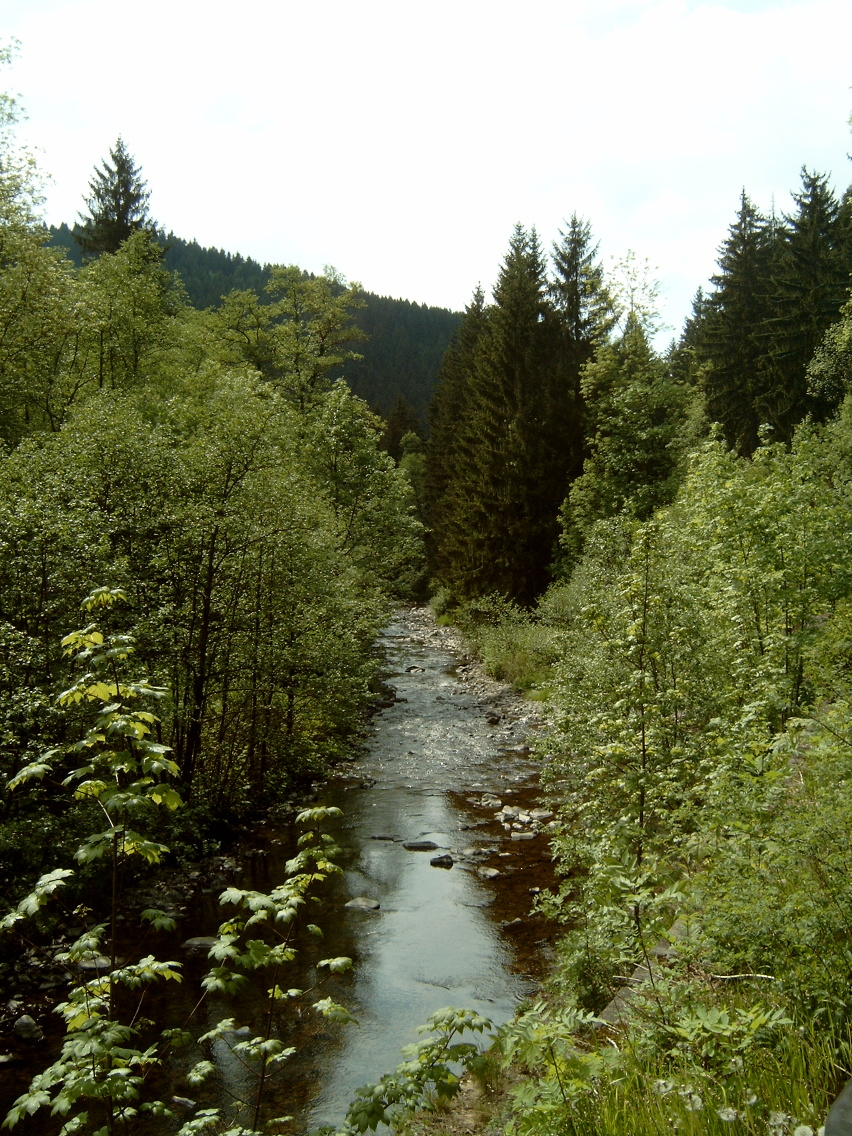
Innerste zwischen Wildemann und Lautenthal
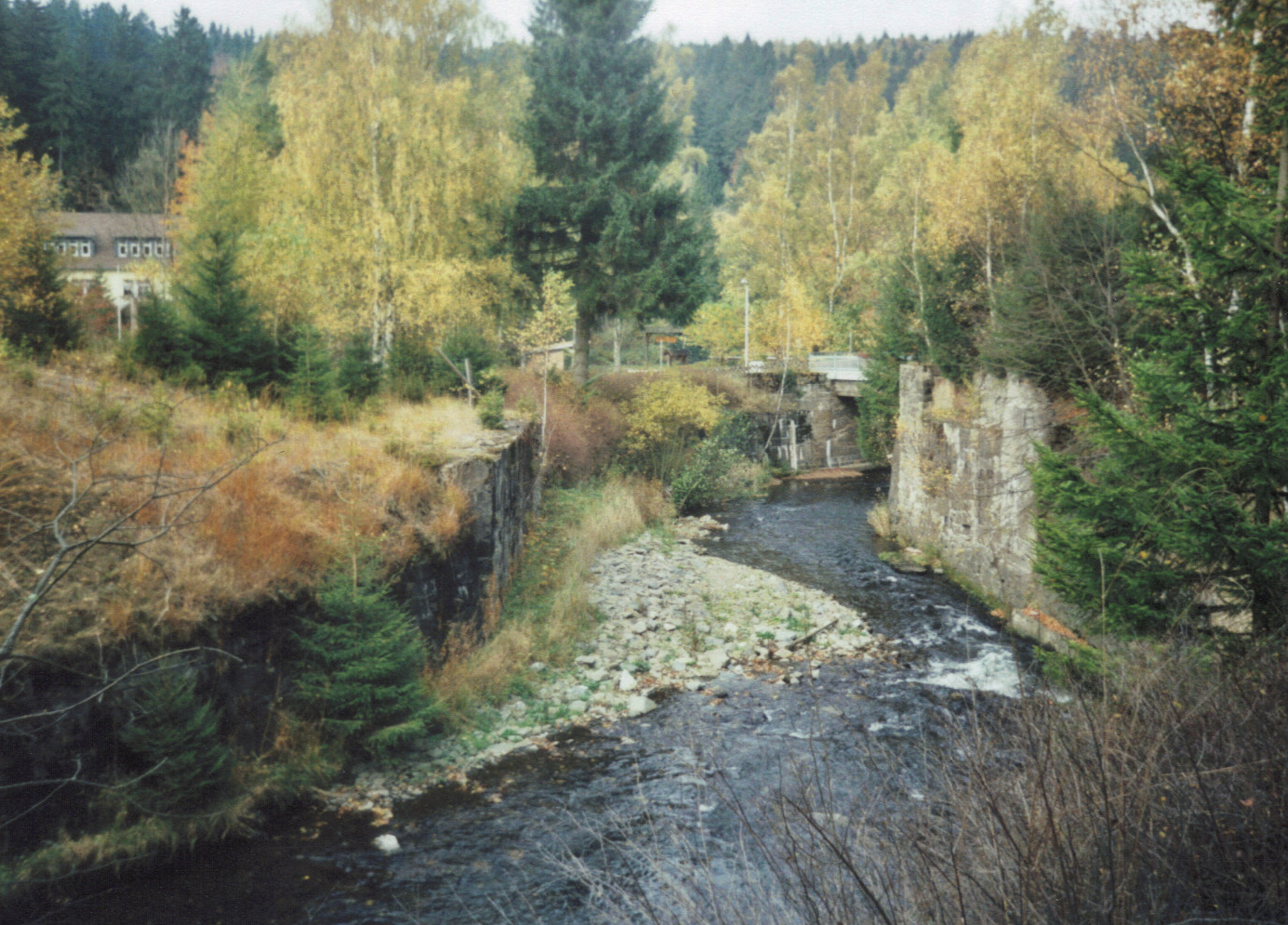
Ehem. Eisenbahnbrücke über die Innerste in Lautenthal
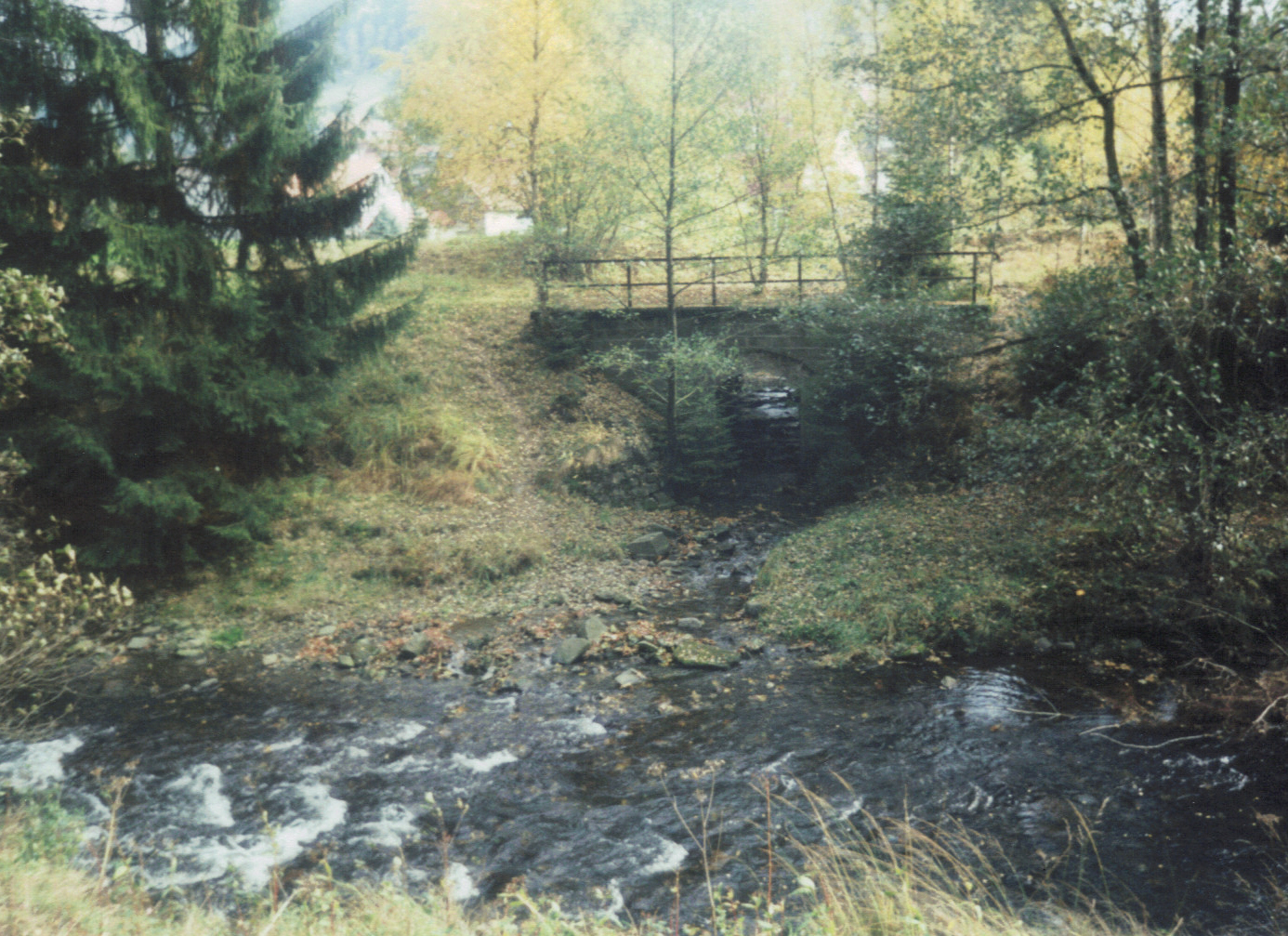
Mündung der Laute in die Innerste
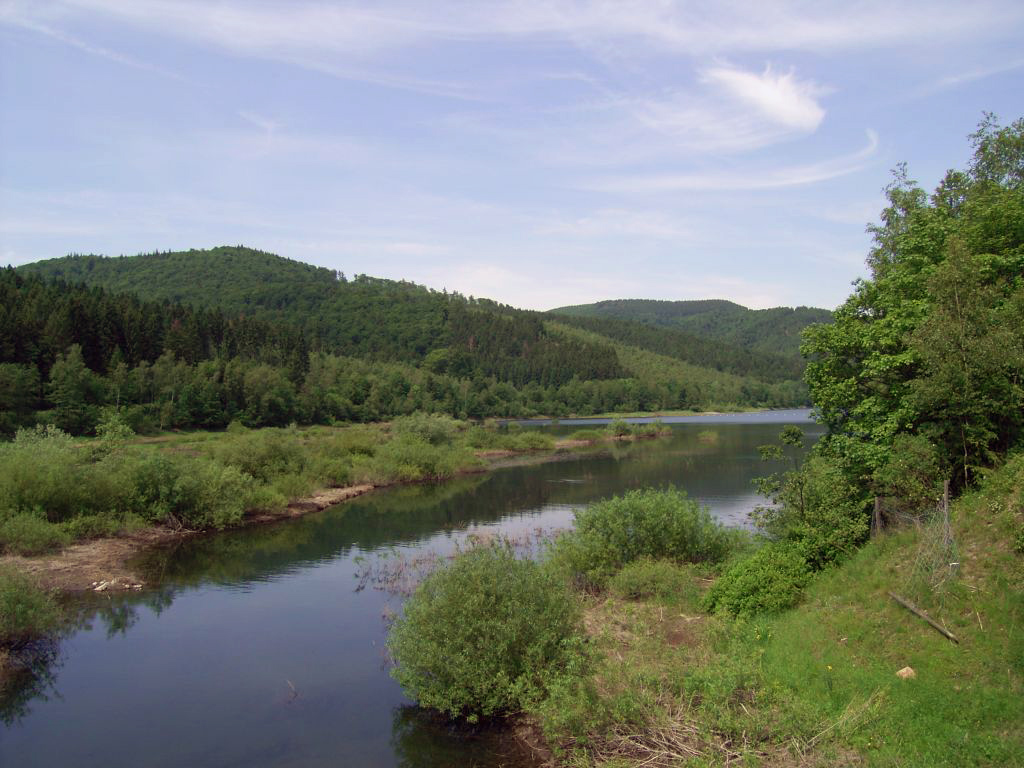
Einmündung der Innerste in die Innerstetalsperre bei normalem Wasserstand
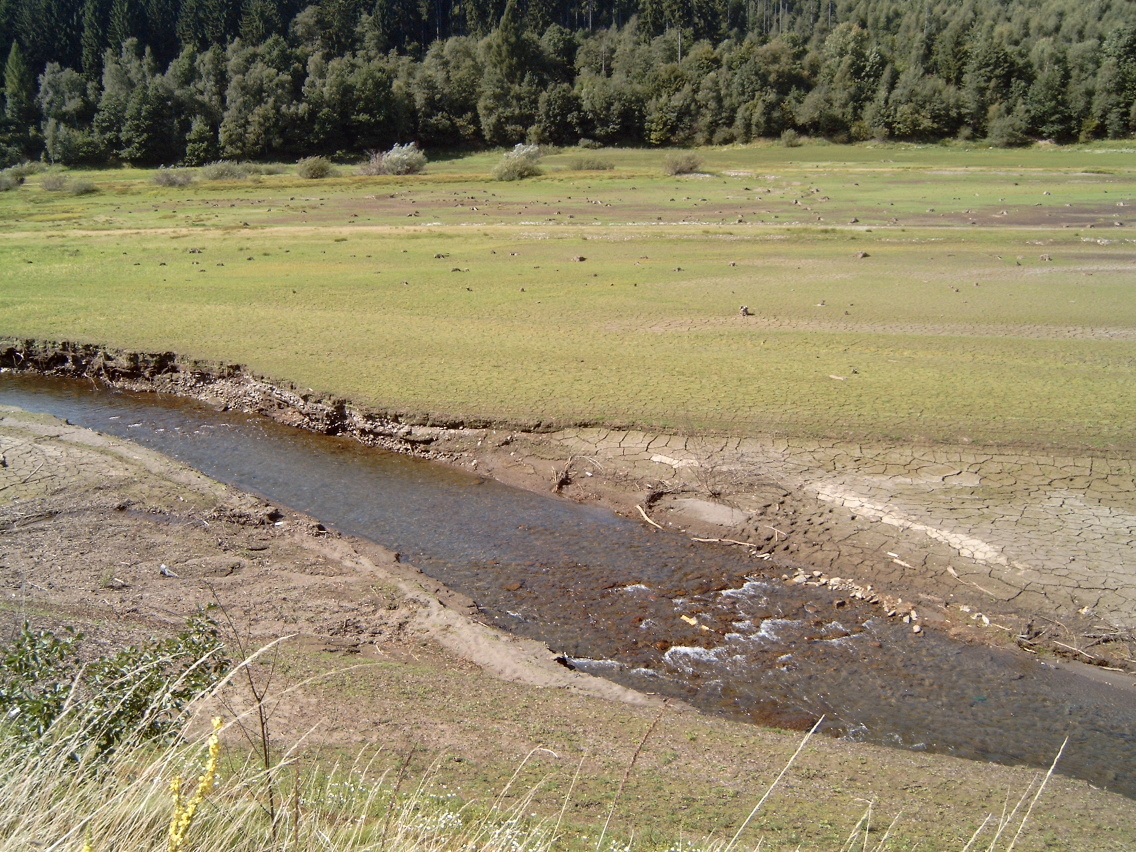
Innerste im Stausee der Innerstetalsperre bei niedrigem Wasserstand
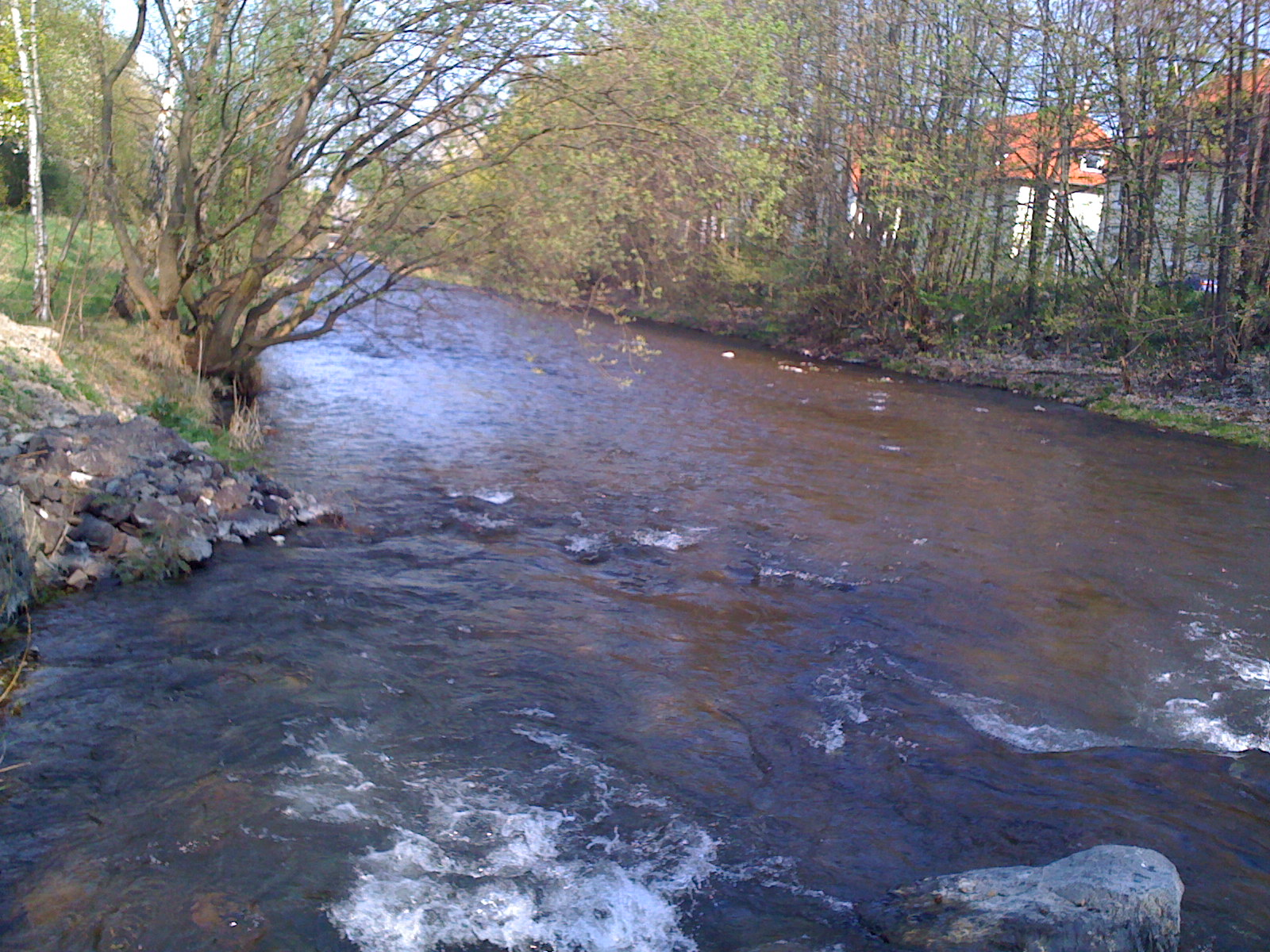
Partie an der Innerste in Langelsheim
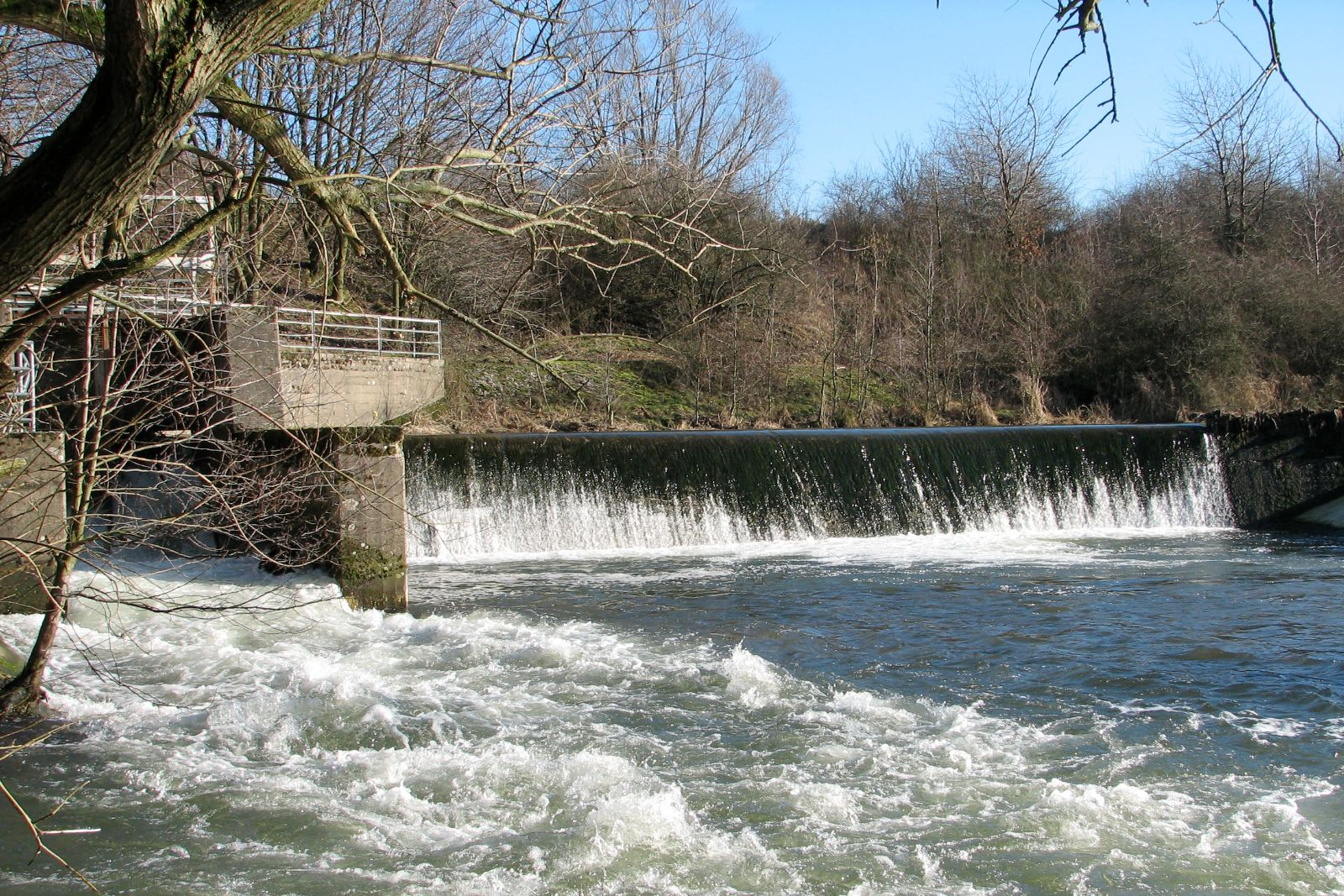
Wehr der Innerste bei Salzgitter-Hohenrode
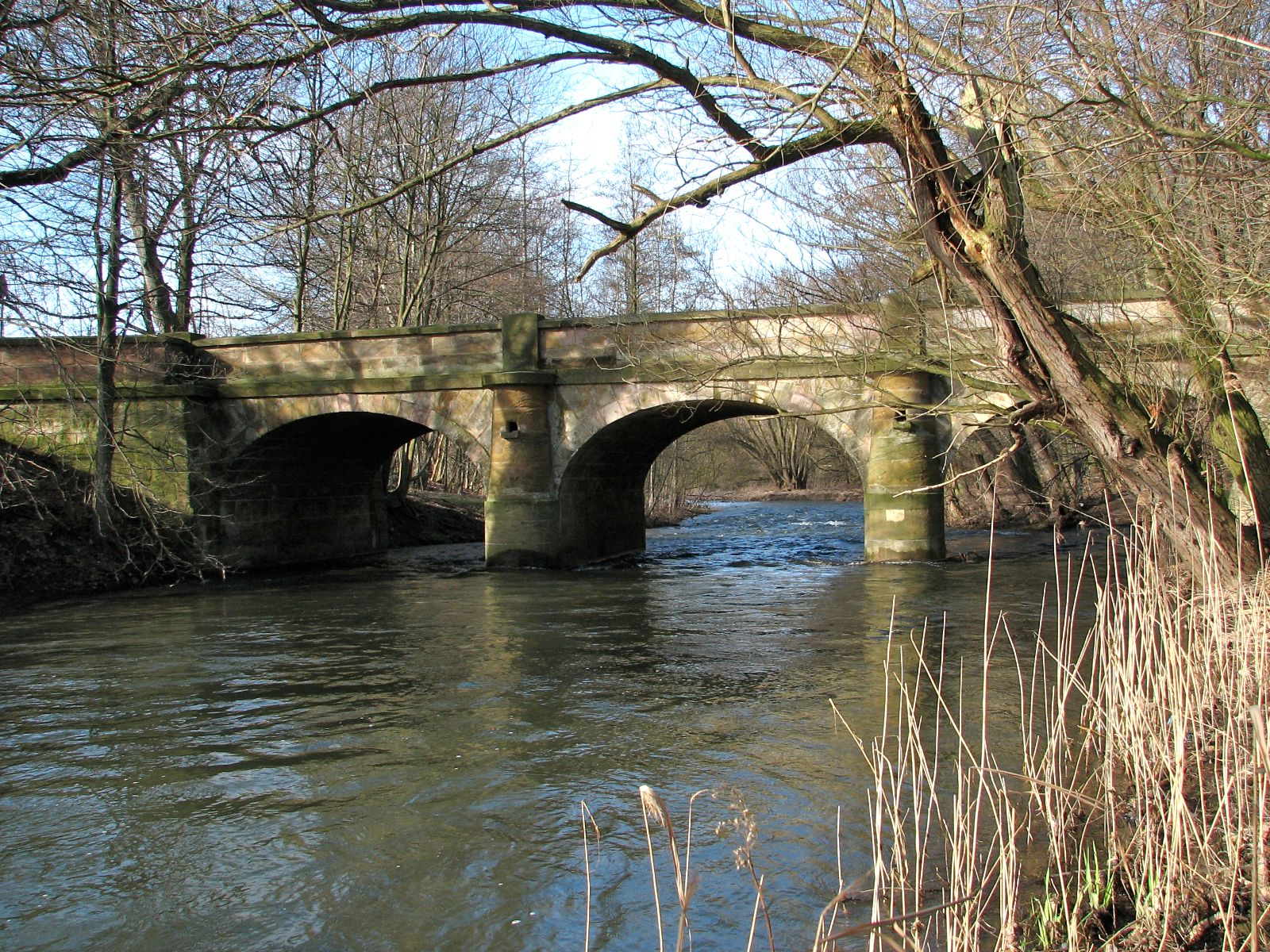
Franzosenbrücke über die Innerste bei Salzgitter-Hohenrode
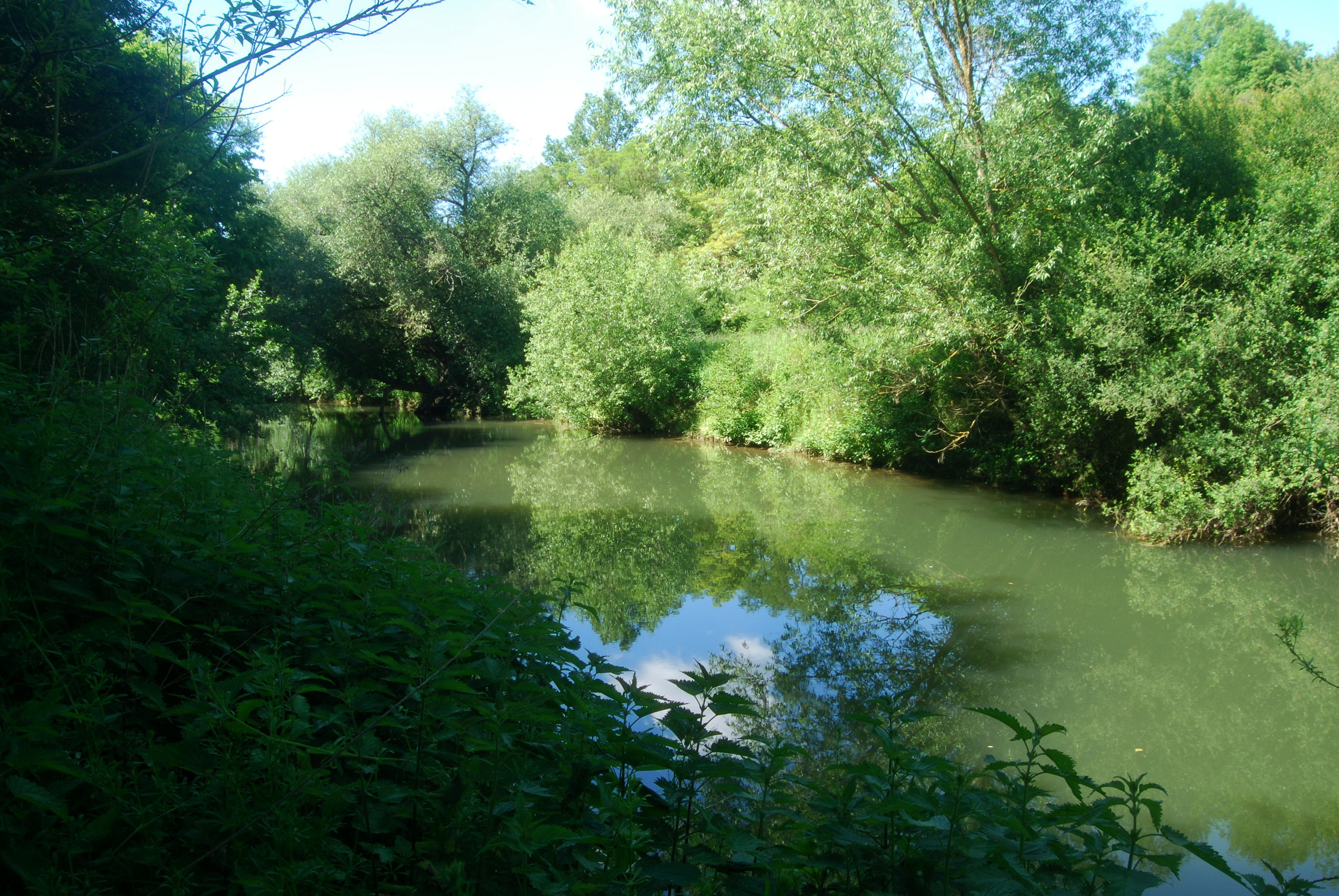
Innerste im Naturschutzgebiet Am roten Steine bei Hildesheim-Itzum
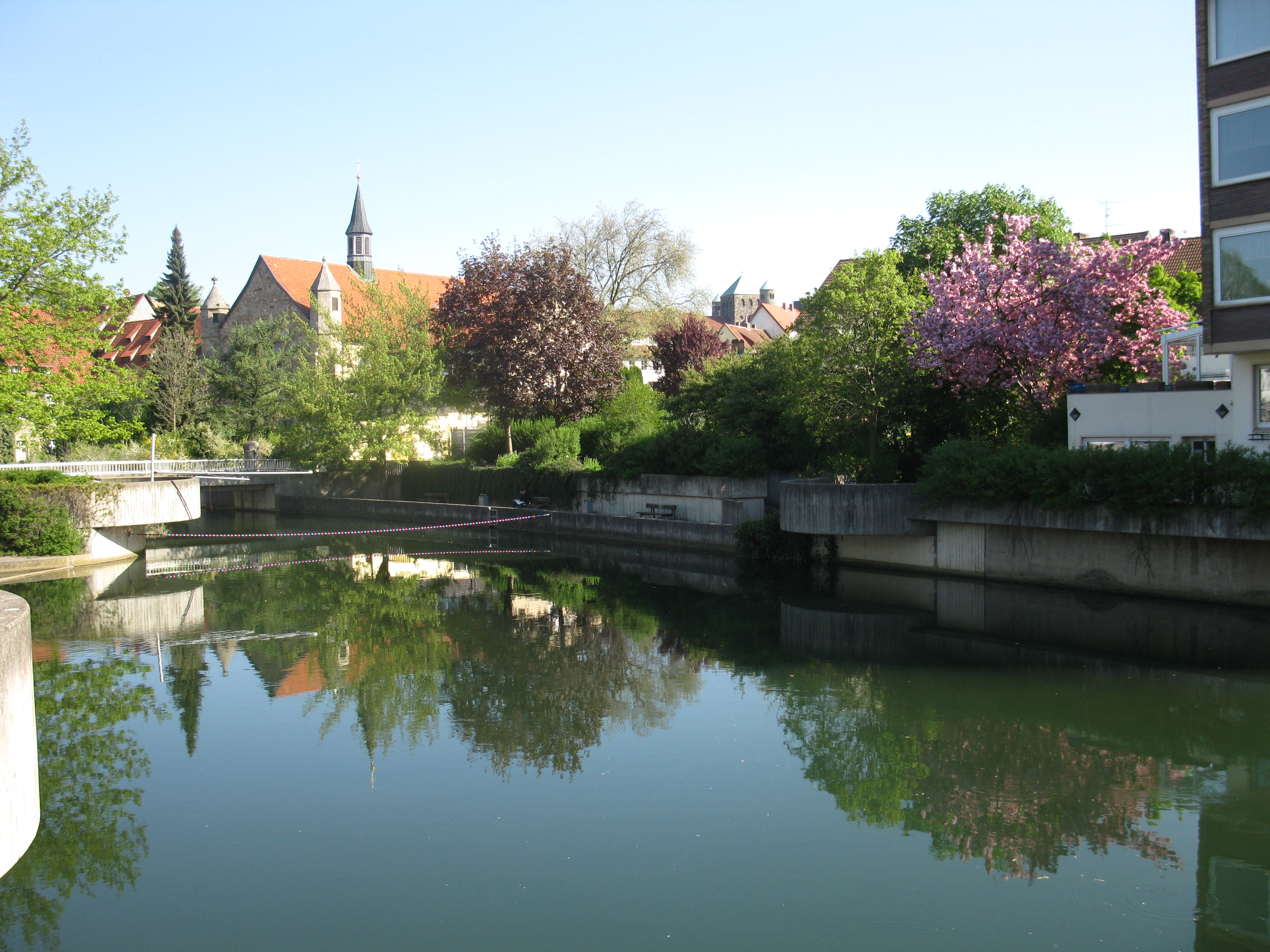
Innerste im Zentrum von Hildesheim
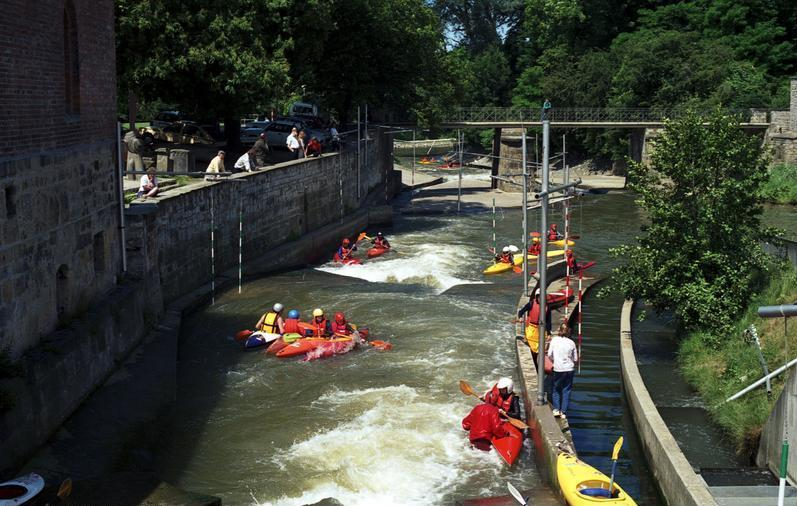
Zur Wildwasseranlage ausgebaute Innerste in Hildesheim
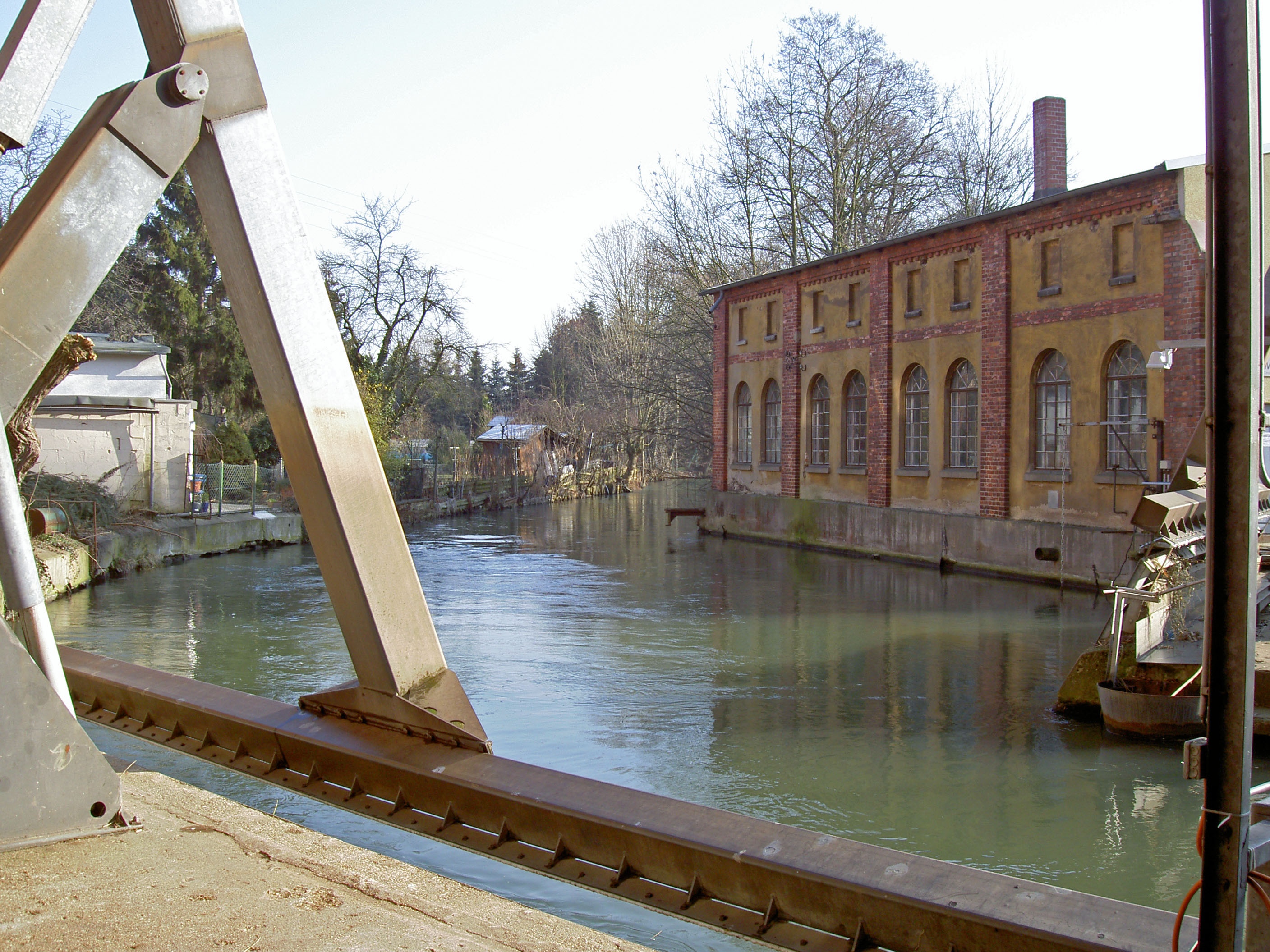
Mühle Malzfeldt in Sarstedt
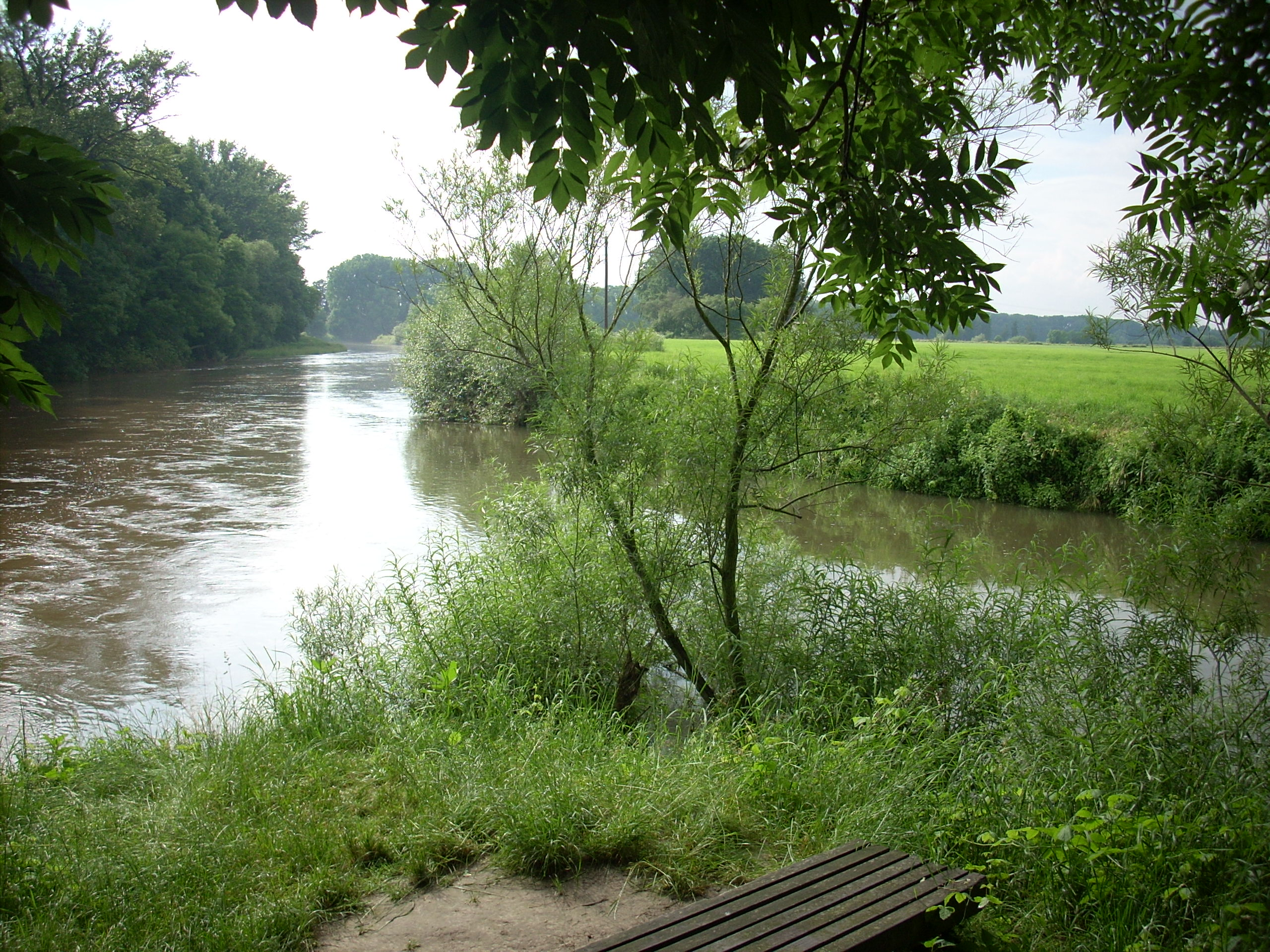
Mündung der Innerste in die Leine bei Sarstedt-Ruthe

### Rezeption
Die Innerste ist Topos einer Novelle von Wilhelm Raabe, darauf fußend eine Radierung von Eberhard Schlotter.